# Thyone venustella
Thyone venustella is een zeekomkommer uit de familie Phyllophoridae.
De wetenschappelijke naam van de soort werd in 1935 gepubliceerd door Hubert Ludwig & Svend Geisler Heding.